# Joseph Ashbrook
Joseph Ashbrook (Philadelphia, 4 april 1918 – 4 augustus 1980) was een Amerikaans astronoom.

## Biografie
Hij kreeg zijn doctoraatstitel van de Harvard-universiteit en doceerde aan de Yale-universiteit van 1946 tot 1950 en vervolgens aan Harvard van 1950 tot 1953. Vanaf 1953 werkte hij voor het maandblad Sky and Telescope waar hij de stukken Astronomical Scrapbook schreef.

## Werk
Ashbrook bestudeerde Cepheïden en deed onderzoek naar instrumenten om afstanden te meten. Hij was lid van de "American Association of Variable Star Observers".
Hij herbekeek oude observaties om een heel nauwkeurige rotatieperiode voor de planeet Mars te kunnen bepalen.
Hij was de mede-ontdekker van de periodieke komeet 47P/Ashbrook-Jackson in 1956.

## Erkentelijkheden
- Lid van de American Astronomical Society en de Internationale Astronomische Unie.
- De krater Ashbrook op de Maan werden naar hem genoemd.
- De planeet 2157 Ashbrook werd naar hem genoemd

- Bibliothèque nationale de France: cb12281895d (data)
- Gemeinsame Normdatei: 138559252
- International Standard Name Identifier: 0000 0001 1057 1403
- Library of Congress Control Number: n84028182
- Mathematics Genealogy Project: 262111
- Nationale Bibliotheek van Tsjechië: ntk2011621651
- Nederlandse Thesaurus van Auteursnamen: 071755624
- SNAC: w6gq88z9
- Système universitaire de documentation: 136567878
- Virtual International Authority File: 39439390
- WorldCat: E39PBJq6WWHGbWYqXGKJrDVwG3